# Prozor u dvorište (1954.)
Prozor u dvorište (eng. Rear Window) je kriminalistički film Alfreda Hitchcocka koji je baziran na priči autora J. M. Hayesa i C. Woolricha Moralo je biti ubojstvo. Mnogi kritičari smatraju da je ovo jedan od Hitchcockovih najboljih filmova. 

## Radnja
L. B. Jeff Jeffries je poznati fotoreporter kojega je traženje ekskluzivnoga ugla snimanja na automobilističkim utrkama stajalo teškoga prijeloma noge. Nenaviknut na mirovanje, prisiljen je ograničiti svoj do jučer neomeđeni svijet na prostor koji obuhvaća pogled sa sobnoga prozora i vrijeme između posjeta njegove lijepe djevojke Lise i patronažne sestre Stelle. Na vlastito čuđenje ubrzo otkriva da i mikrokozmos jednoga običnoga gradskoga dvorišta može skrivati neizmjerna uzbuđenja i strašne tajne. Osobito ga uznemiruju čudna zbivanja u stanu u kojemu s bolesnom ženom živi trgovački putnik Lars Thorwald. Je li nehotice svjedočio okrutnome ubojstvu ili je, odjednom privezan za invalidska kolica, počeo viđati stvari koje se nisu dogodile?

## Nagrade
- 4 nominacije za Oscara ( najbolja režija, scenarij, zvuk, fotografija ).
- Nominacija za BAFTA-u ( najbolji film ).

## Komentari i opis
U iznimnome opusu najvećega majstora filmske napetosti, Alfreda Hitchckocka, "Prozor u dvorište" zauzima posebno istaknuto mjesto. Nizanjem subjektivnih kadrova u kojima očima glavnoga junaka promatramo zbivanja u jednome gradskom dvorištu, kultni filmaš postupno gradi napetu i složenu priču prepunu ironična humora, ali i iznimne dramatičnosti. Uz stilsku i narativnu inovativnost, film je zanimljiv i po uspješnome objedinjavanju različitih žanrova, od detekcijskoga, kriminalističkoga pa do ljubavnoga. "Prozor u dvorište" jedno je od onih filmskih djela koja se mogu gledati bezbroj puta, uvijek nam otkrivajući neki novi sloj ili pojedinost. Također, riječ je i o jednom od filmova o kojima je napisano najviše teorijskih stranica. Uz 4 nominacije za Oscara (kolor fotografija Roberta Burksa, režija, scenarij Johna Michaela Hayesa i zvuk Loren L. Ryder), film je svojemu autoru donio nagradu za najbolji film Britanske filmske akademije, a G. Kelly priznanja američkoga National Boarda of Review i njujorškoga Film Critics Circlea. Godine 1997. film je uvršten u U. S. National Film Registry, a godinu dana kasnije na popis 100 najvećih američkih filmova svih vremena. Ulogom Jeffa Jeffriesa, oskarovac J. Stewart dodao je svojemu impozantnom opusu nove vrijednosti, a još jednu izvrsnu epizodu ostvarila je T. Ritter (Ptičar iz Alcatraza, Neprilagođeni) kao bolničarka Stella.

## Vanjske poveznice
- Prozor u dvorište u internetskoj bazi filmova IMDb-a
- Rottentomatoes.com